# Biskupství
Biskupství (Duits: Biskupstwo, vroeger ook Biskupstvo) is een Moravisch dorp in de Tsjechische vlek (městys) Náměšť na Hané. Met de plaats Náměšť na Hané vormt het een tweelingdorp, de grens tussen de twee plaatsen wordt gedeeltelijk gevormd door het riviertje Šumice.

## Geschiedenis
- 1141 – De eerste schriftelijke vermelding van Biskupství.
- 1949 – De gemeente Biskupství, inclusief Nové Dvory, wordt geannexeerd door de gemeente Náměšť na Hané.
- 1954 – De kadestrale gemeente Biskupství wordt opgeheven.